# Kate Hudson
Kate Garry Hudson (Los Angeles, 19 aprile 1979) è un'attrice e cantante statunitense.
Ha ricevuto una candidatura agli Oscar come miglior attrice non protagonista nel 2001 per Quasi famosi, film grazie al quale ha vinto il Golden Globe nella medesima categoria.

## Biografia
È figlia dell'attrice Goldie Hawn e del cantante e attore di origini siciliane Bill Hudson (la cui madre Eleonor Salerno era italo-statunitense, parte della sua famiglia era proveniente da Carlentini, in provincia di Siracusa). I suoi genitori divorziarono quando aveva 3 anni, per cui crebbe a stretto contatto con Kurt Russell, nuovo compagno della madre, che lei e il fratello Oliver considerano come loro padre. È inoltre nipote del musicista Mark Hudson. Fin da piccolissima appare in vari spot pubblicitari e su varie riviste, si interessò di ballo e canto, si diplomò al Crossroads School for Arts & Sciences, Santa Monica, nel 1997; successivamente abbandonò gli studi alla New York University per concentrarsi principalmente sulla recitazione.
Debuttò nel 1998 nel film Desert Blue, seguito da 200 Cigarettes, Il Dottor T & le donne fino al film Quasi famosi dove recitava nel ruolo di Penny Lane, ruolo che le valse una nomination al premio Oscar alla miglior attrice non protagonista. Negli anni seguenti ottiene ruoli importanti come nel film storico Le quattro piume accanto a Heath Ledger, Come farsi lasciare in 10 giorni con Matthew McConaughey e nel thriller The Skeleton Key, con Gena Rowlands. Successivamente prende parte ad una serie di commedie brillanti più o meno di successo, come Tu, io e Dupree, Tutti pazzi per l'oro e Bride Wars - La mia migliore nemica.
Nel 2009 si cimenta con un nuovo genere cinematografico, il musical, interpretando Stephanie in Nine di Rob Marshall. Nel film recita al fianco di un nutrito ed importante cast, che comprende Daniel Day-Lewis, Marion Cotillard, Penélope Cruz, Nicole Kidman, Judi Dench e Sophia Loren, inoltre nel film dimostra le sue doti canore, interpretando la canzone intitolata Cinema Italiano, candidata al Golden Globe 2010 come miglior canzone originale.
È stata scritturata da Ryan Murphy nel cast di Glee per la sua quarta stagione, il primo episodio della quale è andato in onda in America il 13 settembre 2012 e in Italia il 25 settembre 2012. Nella storyline principale dello show, Kate interpreta Cassandra July, una talentuosa e spietata insegnante di ballo alla New York Academy of Dramatic Arts, e la vedremo instaurare fin dal primo episodio un rapporto non molto amichevole con Rachel Berry (Lea Michele). Nel 2015 viene scelta come testimonial di Jimmy Choo, mentre nel 2016 è protagonista del calendario Campari, immortalata dal fotografo Michelangelo di Battista. Nello stesso anno in cui fu protagonista del calendario, fu nel cast di Deepwater - Inferno sull'oceano insieme a Mark Wahlberg, John Malkovich, Peter Berg (che fu anche regista del film) e Kurt Russell; questo fece sì che Kate e il suo patrigno Kurt potessero recitare per la prima volta insieme nello stesso film.

## Vita privata
Nel dicembre del 2000 si sposa con Chris Robinson, leader dei Black Crowes, da cui nel 2004 ha un figlio, Ryder Russell Robinson. Nel 2006 si separa dal marito, da cui ha divorziato l'anno dopo. Sul set di Tu, io e Dupree ha conosciuto l'attore Owen Wilson con cui è stata fidanzata dall'agosto 2006 al maggio 2007 e dal marzo a maggio 2008. 
Dal legame con il compagno Matthew Bellamy, frontman della band inglese Muse, il 9 luglio 2011 nasce il figlio Bingham Hawn Bellamy. Bingham è il cognome da nubile della madre di Matthew mentre Hawn è il cognome da nubile della madre di Kate. Inoltre Bing Russell è il nome del padre di Kurt Russell, compagno di Goldie Hawn e padre adottivo di Kate. Il 9 dicembre 2014 la coppia annuncia la propria separazione..
Il 2 ottobre 2018 annuncia la nascita della terza figlia, Rani Rose, avuta dal compagno Danny Fujikawa.

## Filmografia

### Attrice

#### Cinema
- Desert Blue, regia di Morgan J. Freeman (1998)
- 200 Cigarettes, regia di Risa Bramon Garcia (1999)
- About Adam, regia di Gerard Stembridge (2000)
- Gossip, regia di Davis Guggenheim (2000)
- Quasi famosi (Almost Famous), regia di Cameron Crowe (2000)
- Il dottor T & le donne (Dr. T & the Women), regia di Robert Altman (2000)
- Ricochet River, regia di Deborah Del Prete (2001)
- Le quattro piume (The Four Feathers), regia di Shekhar Kapur (2002)
- Come farsi lasciare in 10 giorni (How to Lose a Guy in 10 Days), regia di Donald Petrie (2003)
- Alex & Emma, regia di Rob Reiner (2003)
- Le Divorce - Americane a Parigi (Le Divorce), regia di James Ivory (2003)
- Quando meno te lo aspetti (Raising Helen), regia di Garry Marshall (2004)
- The Skeleton Key, regia di Iain Softley (2005)
- Tu, io e Dupree (You, Me and Dupree), regia di Anthony Russo e Joe Russo (2006)
- Tutti pazzi per l'oro (Fool's Gold), regia di Andy Tennant (2008)
- La ragazza del mio migliore amico (My Best Friend's Girl), regia di Howard Deutch (2008)
- Bride Wars - La mia migliore nemica (Bride Wars), regia di Gary Winick (2009)
- Nine, regia di Rob Marshall (2009)
- The Killer Inside Me, regia di Michael Winterbottom (2010)
- Il mio angolo di paradiso (A Little Bit of Heaven), regia di Nicole Kassell (2011)
- Something Borrowed - L'amore non ha regole (Something Borrowed), regia di Luke Greenfield (2011)
- Il fondamentalista riluttante (The Reluctant Fundamentalist), regia di Mira Nair (2012)
- Wish I Was Here, regia di Zach Braff (2014)
- Good People, regia di Henrik Ruben Genz (2014)
- Rock the Kasbah, regia di Barry Levinson (2015)
- Mother's Day, regia di Garry Marshall (2016)
- Deepwater - Inferno sull'oceano (Deepwater Horizon), regia di Peter Berg (2016)
- Marcia per la libertà (Marshall), regia di Reginald Hudlin (2017)
- Music, regia di Sia (2021)
- Mona Lisa and the Blood Moon, regia di Ana Lily Amirpour (2021)
- Glass Onion: Knives Out (Glass Onion: A Knives Out Mystery), regia di Rian Johnson (2022)

#### Televisione
- Cinque in famiglia (Part of Five) – serie TV, episodio 2x21 (1996)
- EZ Streets – serie TV, 1 episodio (1997)
- Glee – serie TV, 5 episodi (2012-2013)
- Le idee esplosive di Nathan Flomm (Clear History) – film TV, regia di Greg Mottola (2013)
- Truth Be Told – serie TV, 10 episodi (2021)
- Running Point – serie TV (2025-in corso)

#### Cortometraggi
- The Cutting Room, regia di Daniel Barnz – non accreditata (2001)

### Doppiatrice
- Kung Fu Panda 3, regia di Jennifer Yuh e Alessandro Carloni (2016)

### Regista e sceneggiatrice
- Cutlass (2007)

### Video Musicali
Ha partecipato, come protagonista, nel video musicale del brano "2001" tratto dall'album "For Crying Out Loud" di FINNEAS, uscito in premiere il 15 maggio 2025,  per la regia di Claudia Sulewski

## Discografia

### Album in studio
- 2024 – Glorious

### Singoli
- 2009 – Cinema Italiano
- 2021 – Music
- 2024 – Talk About Love
- 2024 – Live Forever
- 2024 – Gonna Find Out
- 2024 – Voices Carry
- 2024 – Have Yourself a Marry Little Christmas
- 2025 – Right On Time

## Tournée
- 2025 – Kate Hudson Tour

## Riconoscimenti
- Premio Oscar
  - 2001 – Candidatura alla miglior attrice non protagonista per Quasi famosi

- MTV Movie & TV Awards
  - 2009 – Miglior combattimento (condiviso con Anne Hathaway) per Bride Wars - La mia migliore nemica

- Razzie Awards
  - 2008 – Candidatura alla peggior attrice protagonista per La ragazza del mio migliore amico

- Teen Choice Awards
  - 2007 – Candidatura alla miglior attrice in un film commedia per Tu, io e Dupree
  - 2009 – Candidature alla miglior attrice in un film commedia, miglior fischio e miglior brontolio (condiviso con Anne Hathaway) per Bride Wars - La mia migliore nemica

## Doppiatrici italiane
Nelle versioni in italiano delle opere in cui ha recitato, Kate Hudson è stata doppiata da:
- Stella Musy in Il dottor T e le donne, Le quattro piume, Quando meno te lo aspetti, Tu, io e Dupree, Tutti pazzi per l'oro, Nine, Glee, The Killer Inside Me, Il mio angolo di paradiso, Wish I Was Here, Rock the Kasbah, Mother's Day, Deepwater - Inferno sull'oceano, Truth Be told, Music, Glass Onion: Knives Out
- Chiara Colizzi in Alex & Emma, Le Divorce - Americane a Parigi, The Skeleton Key, La ragazza del mio migliore amico
- Barbara De Bortoli in Quasi famosi, Il fondamentalista riluttante, Le idee esplosive di Nathan Flomm
- Giò Giò Rapattoni in Come farsi lasciare in 10 giorni, Something Borrowed - L'amore non ha regole
- Francesca Guadagno in 200 Cigarettes
- Ilaria Stagni in About Adam
- Silvia Tognoloni in Gossip
- Domitilla D'Amico in Bride Wars - La mia miglior nemica
- Francesca Rinaldi in Good People
- Roberta Greganti in Marcia per la libertà

Da doppiatrice è sostituita da:
- Emanuela Damasio in Kung Fu Panda 3